# 自我關愛
在心理學中，自我同情或自我關愛（英語：self-compassion），是指在感知到不足、失敗或大多數痛苦的情況下，給予自己憐憫。 
心理學家 Kristin Neff 將自我同情定義為由三個主要要素組成：善良的對待自己（英語：self-kindness）、共同的人性（英語：common humanity）和覺察（英語：mindfulness）。
- 善良的對待自己：在遭遇痛苦和個人短缺方面時，以熱情、溫柔而有愛意、友善、慷慨、體貼的態度對待自己，而不是逃避它們或用自我批評傷害自己。
- 共同的人性：認識到痛苦和個人失敗是人類共同經驗的一部分，而不是孤立。
- 覺察：對自己的負面情緒採取平衡的方法，這樣感受既不會被壓制，也不會被誇大。以開放的態度觀察消極的想法和情緒。覺察是一種不加評判，並加以接受的心智狀態，在這種狀態下，個人觀察自己的想法和感覺，而不試圖壓制或否認它們。[2] 覺察要求一個人不要「過度專注」於心理或情感現象（將注意力集中於自己的負面情緒[3]），否則會引發負面反應[4]。

自我同情的概念，可能類似於卡爾·羅傑斯（Carl Ransom Rogers）的「無條件積極尊重」（英語：unconditional positive regard）概念，或阿爾伯特·埃利斯（Albert Ellis）的「無條件自我接受」（英語：unconditional self-acceptance）；或如瑪麗萊恩·斯耐德（Maryhelen Snyder）的「內部感同身受者」（英語：internal empathizer）概念，帶著好奇心態探索自己的經驗的同時，對自己的痛苦或不幸表示同情、憐憫和關心；或如Ann Weiser Cornell所稱以溫柔且開放的態度，與自己存在的所有部分建立關係的概念；或如Judith V. Jordan所提出的「自我同理」（英語：self-empathy）概念，接受、關心並同理自己的感受。
自我同情與自我肯定有不同的影響，自我肯定是對自我的主觀情感評價。儘管許多心理學家多年來一直讚揚自我肯定的好處，但一些研究暴露了與追求高度自我肯定相關的代價，包括自戀、扭曲的自我認知，易受變化影響和/或不穩定的自我評價，以及對自我威脅的憤怒和暴力。由於自我肯定常與外貌、學術成就和社會認可等源自外界/受外界影響的自我評價有關，因此往往不穩定且易於產生負面結果。